# Євгенія Шімкунайте
Євгенія Шімкунайте (лит. Eugenija Šimkūnaitė ; 11 лютого 1920 Новоросійськ, Російська Радянська Республіка — 27 січня 1996, Вільнюс, Литва) — литовський і радянський аптекар і етнограф, знавець лікарських рослин, доктор природничих наук.

## Біографія

### Ранні роки
Євгенія Шімкунайте народилася 11 лютого 1920 року в Новоросійську. Її батько Пранс Шімкунас був фармацевтом родом з литовського села Індубакіай, а мати Ольга Лебедєва — медсестрою з Новоросійська. У 1922 році сім'я повернулася до Литви; в місті Таурагнай батько Євгенії відкрив власну аптеку.

### Кар'єра
Після початкової школи Євгенія поступила в Утянську гімназію, яку закінчила в 1937 році, і в тому ж році вступила в університет Вітовта Великого, де отримала професію фармацевта. З 1941 року працювала аптекарем в Каунасі і Таурагнай, а з 1942 по 1947 роки — в саду лікарських рослин при Вільнюському університеті . У 1951 році поїхала в Казахстан, де займалася інспекцією заготовок лікарської рослинної сировини в системі ВІЛАР. Повернувшись до Литви, протягом декількох років пропрацювала в Інституті біології Литовської Академії наук, а пізніше перейшла до Головного аптечного управління, де у Відділі лікарських рослин працювала до пенсії.

### Наукова діяльність
Наукова діяльність Євгенії Шімкунайте була пов'язана з лекарськими рослинами. У роки свого навчання в університеті вона використовувала всі можливості, щоб дізнатися про них якомога більше. Першу дисертацію на тему «Культура валеріани в Литовській РСР» Шімкунайте захистила в 1951 році. Ця праця стала одним з перших в області вивчення рослинних ресурсів Литви. Пізніше вона почала збирати інформацію про всі лікарські рослини краю, при цьому вивчаючи їх в природних умовах і проводячи польові досліди. Узагальнивши зібраний матеріал, в 1951 році Шімкунайте захистила габілітаційну роботу «Біологічні основи використання ресурсів лікарських рослин Литви», що стало для неї найбільшою науковою роботою в житті.
Крім ботаніки Євгена Шімкунайте цікавилася також місцевим фольклором, звичаями і святами, і цьому присвятила ряд своїх книг. Також підтримувала стосунки з ахеологами, допомагаючи їм встановлювати знайдені при розкопках останки рослин і використовувати отримані дані при вивченні шляхів їх поширення в Литві .
У 1993 році Литовська наукова рада присудила Шімкунайте ступінь доктора природничих наук.

### Смерть
Померла Євгенія Шімкунайте 27 січня 1996 року в Вільнюсі. Була похована в Таурагнай поруч з батьками.

## Пам'ять
У 1997 році був заснований Фонд Євгенії Шімкунайте, метою якого є допомога молодим фармацевтам, зокрема у вивченні лікарських трав і рослин. У 1998 році середня школа міста Таурагнай була названа ім'ям Шімкунайте .